# Victory Sportif Club
El Victory Sportif Club és un club haitià de futbol de la ciutat de Port-au-Prince. Va ser fundat per Augustin R. Viau el 7 de març de 1945.

## Palmarès
- Coupe Vincent: [3]
  - 1954, 1962, 1970, 1971
- Campionat Nacional: [3]
  - 2010-11 Cl
- Copa haitiana de futbol: [4]
  - 2010
- Campionat de Port-au-Prince de futbol: [3]
  - 1960